# Corboaia, Bihor
Corboaia (maghiară Korbolyatelep) este un sat în comuna Boianu Mare din județul Bihor, Crișana, România.

 Acest articol despre o localitate din județul Bihor este deocamdată un ciot. Puteți ajuta Wikipedia prin completarea lui.